# كارل واشنطن
كارل واشنطن (بالإنجليزية: Carl Washington)‏ هو منتج أفلام وكاتب سيناريو وممثل أمريكي، ولد في 18 ديسمبر 1978 في الولايات المتحدة.

## أعمال

### أفلام
- (1996) هجوم المريخ![3]

## وصلات خارجية
- كارل واشنطن على موقع IMDb (الإنجليزية)
- كارل واشنطن على موقع أول موفي (الإنجليزية)
- كارل واشنطن على موقع قاعدة بيانات الفيلم (الإنجليزية)
- كارل واشنطن على موقع كينوبويسك (الروسية)